# Heinrich Hamann (Polizist)

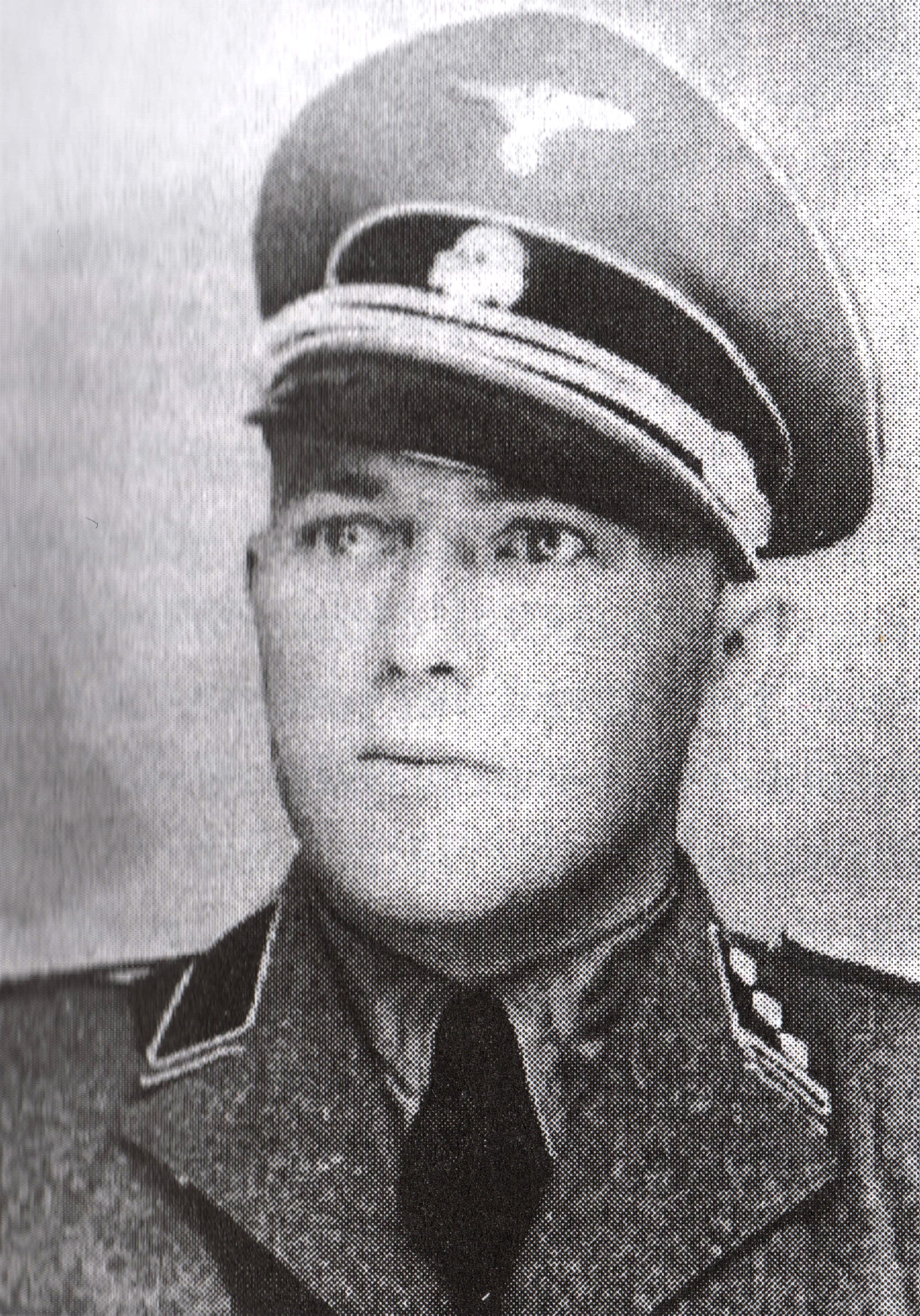
Heinrich Hamann

Heinrich Hamann (* 1. September 1908 in Bordesholm; † 16. April 1993 in Bad-Neuenahr) war ein deutscher Polizist und SS-Hauptsturmführer.

## Leben
Der selbständige Kaufmann Heinrich Hamann trat zum 1. Oktober 1931 der NSDAP (Mitgliedsnummer 647.427) und im selben Jahr der SS bei (SS-Nummer 33.531). Über die Hilfspolizei und die SS-Stabswache Hamburg gelangte er zum SD-Hauptamt. Dort leitete er die Registratur. 1937 kam er als Kriminalkommissar-Anwärter (KK-Anwärter) zur Gestapo. Ende 1939 wurde er Leiter des Grenzpolizeikommissariats (GPK) von Neu-Sandez (polnisch Nowy Sącz). Zu dieser Zeit war er SS-Obersturmführer. 1940 bestand er den KK-Lehrgang. Bis Mitte 1943 blieb er in Nowy Sącz/Neu-Sandez. Nach einem kurzen Aufenthalt in Jasło war er seit Herbst 1943 bei der Sicherheitspolizei in Krakau tätig.
Verheiratet mit einer deutschen Frau, die als Schreibkraft bei der Gestapo in Krakau eingesetzt war, begann Hamann eine Beziehung zu einer Gefangenen. Weil sie eine jüdische Polin war, wurde er beim SD wegen Rassenschande denunziert, woraufhin er ihr einen volksdeutschen Ausweis aushändigte und sie als seine Konfidentin ausgab. Dafür wurde sie nach Kriegsende von polnischen Behörden inhaftiert. Anlässlich einer Amnestie wieder freigelassen, emigrierte sie nach Argentinien, wo sie ein Hotel betrieb.

## Kriegsverbrechen in Neu-Sandez (Nowy Sacz)
Hamann blieb nach 1945 bis Ende der 1950er Jahre in der Bundesrepublik als Kriegsverbrecher unerkannt. In einem Gerichtsverfahren 1960 bestätigte Hamann am 4. Mai, dass die Bedeutung der Umschreibung Sonderbehandlung in den Befehlen zur Judenvernichtung mit „liquidieren“ gleichzusetzen war. Das Landgericht Bochum verurteilte Heinrich Hamann im Jahre 1966 zu lebenslanger Haft.
Mitte der achtziger Jahre wurde er aus dem Gefängnis entlassen. Seit 1985 lebte er in einem Altenheim in Bad Neuenahr und starb dort im April 1993.
Die Ermordung Hunderter Juden, politischer Regimegegner und anderer Unschuldiger unter seinem Kommando ist seitens der Justiz eindeutig bewiesen worden. Gegenstand der Gerichtsverhandlung war die Erschießung von Juden in Neu-Sandez und die Liquidierung des dortigen Ghettos im August 1942. Dabei wurden mindestens 15.000 Juden ins Vernichtungslager Belzec deportiert.

## Im Hauptamt der Sicherheitspolizei in Krakau
Heinrich Hamann wird von Jan Karski im Buch Einer gegen den Holocaust als lebensgefährlicher Gegner beschrieben. Jan Karski konnte seine Informationen über den Holocaust in Polen nur deshalb zu den Westmächten bringen, weil er unter äußerst schwierigen Umständen Hamann noch knapp entkam.